# Sanda-Maria Ardeleanu
Sanda-Maria Ardeleanu (n. 10 august 1954, Fălticeni, Suceava, România) este un deputat român, ales în 2012 din partea Partidului Democrat Liberal. 
În timpului mandatului a trecut la grupul parlamentar al Partidului Național Liberal.